# Велика синагога (Бучач)

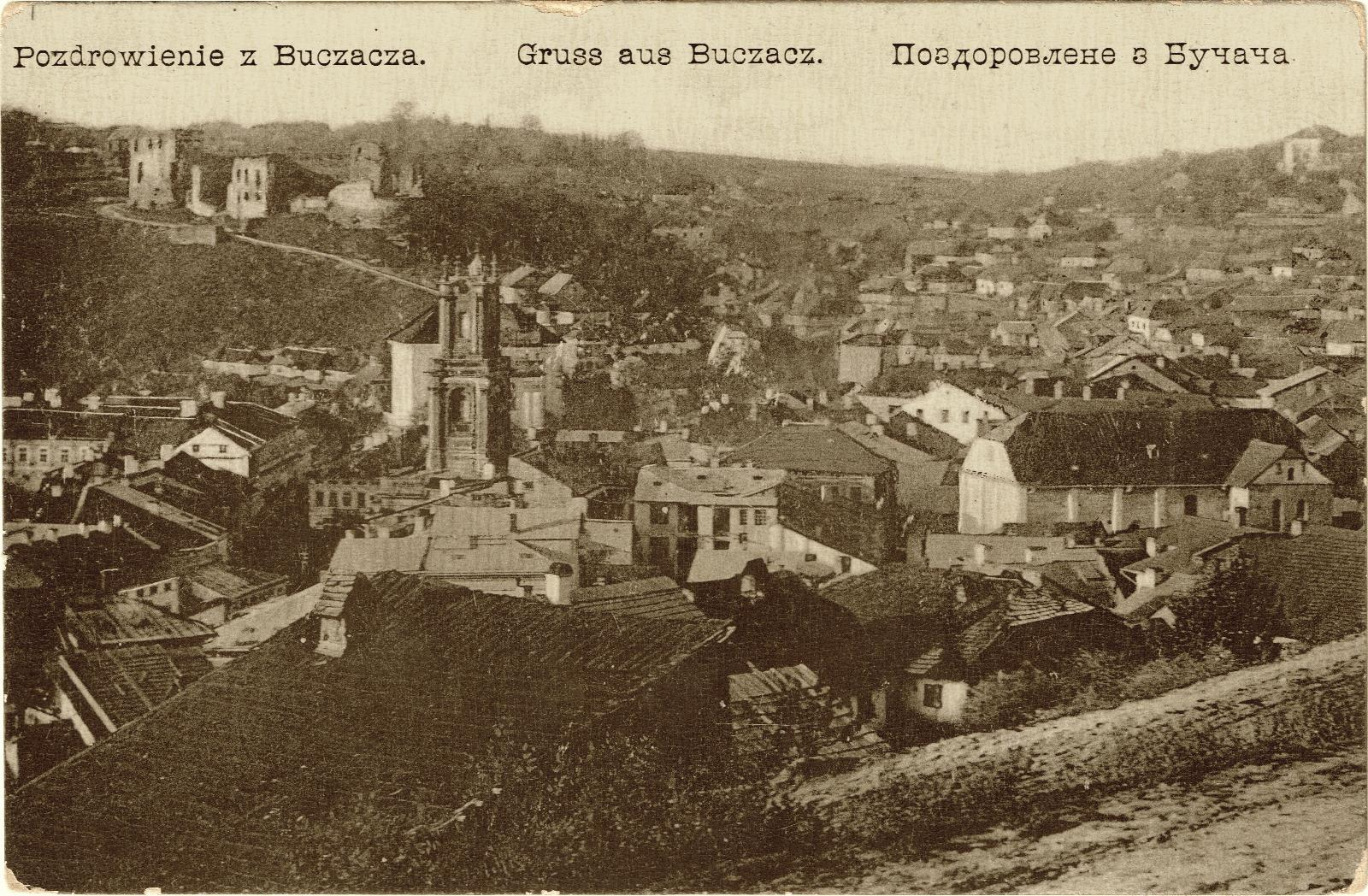
Справа ратуші — велика синагога

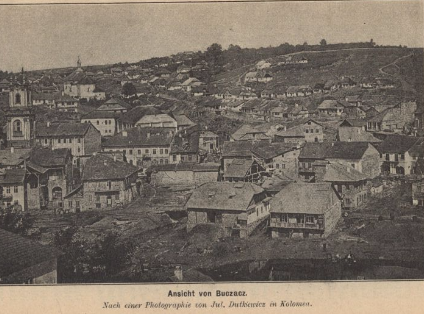
Справа ратуші — велика синагога

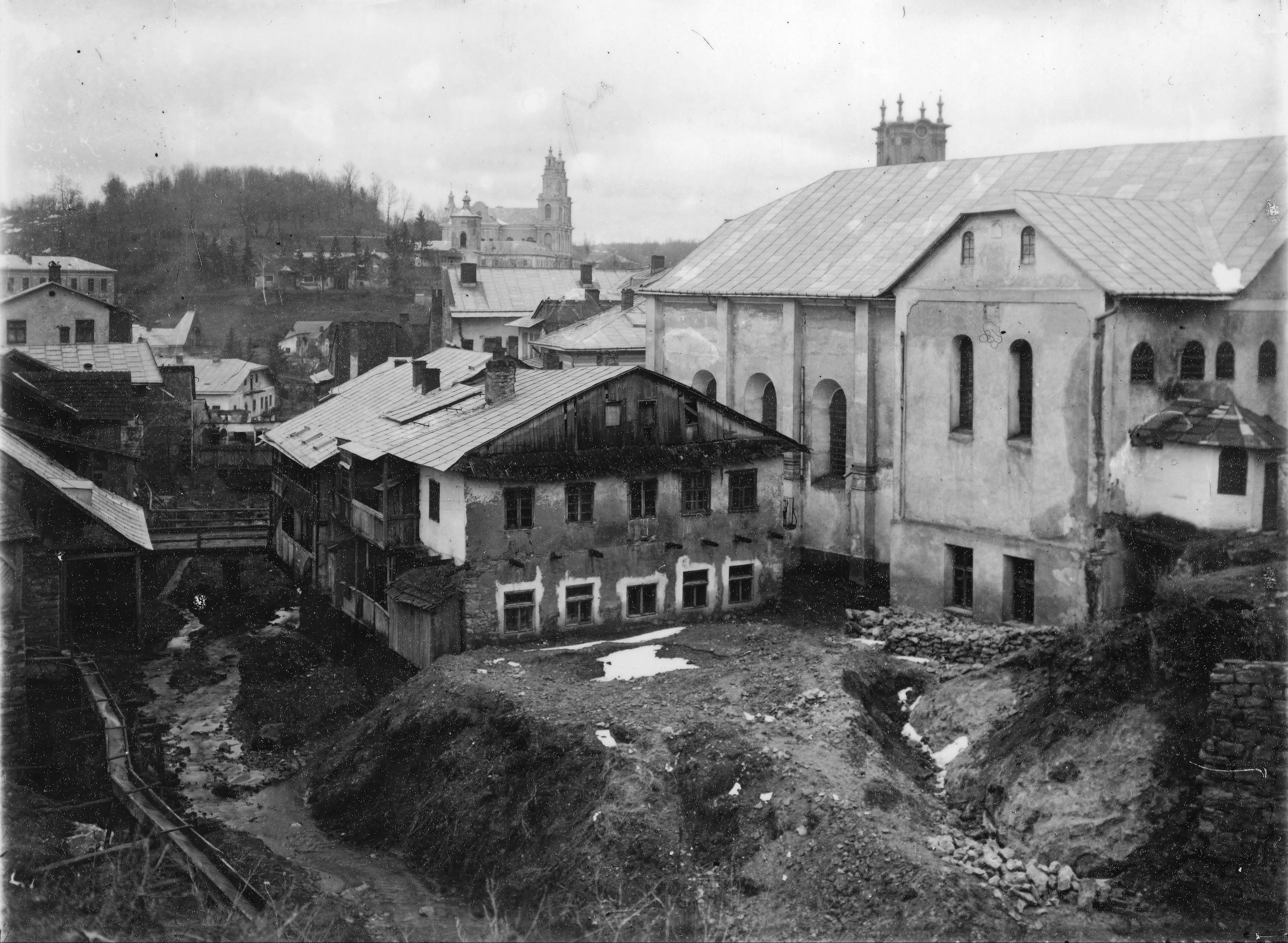

Велика, або Головна синагога (синаґоґа, головна жидівська божниця) — втрачений головний молитовний будинок юдейської громади в Бучачі. Знаходилася неподалік Бучацької ратуші. 

## Відомості
Автором проекту був архітектор-італієць. Будівництво тодішньої головної культової споруди юдеїв міста закінчено 1728 року.
Перебудовувалась у 1831 та 1870, відновлювалася в 1920-х роках. Зруйнована під час нацистської окупації в 1940-х роках. 
Належала до синагог XVI–XX ст., в яких перекриття чоловічого залу не мало внутрішніх опор і могло бути кам'яним або дерев'яним у вигляді фальшивих бочкових склепінь, що найчастіше зустрічаються на Поділлі. Синагоги цього типу:
- втрачені — стара (велика) синагога (Тернопіль), Зборів;
- збережені — Бережани (частково), Олесько, Сатанів, Скала-Подільська, Чортків (стара синагога);
- також синагоги в містах Лісько, Сянок.